# Eudorylas flavitibia
Eudorylas flavitibia är en tvåvingeart som beskrevs av José Albertino Rafael 1991. Eudorylas flavitibia ingår i släktet Eudorylas och familjen ögonflugor. Inga underarter finns listade i Catalogue of Life.